# Моган (озеро)
Моган (тур. Mogan gölü, местное название — Gölbaşı) — мелководное озеро, расположенное в 20 км к югу от Анкары, в районе Гёльбаши. Связано с озером Эймир и вместе с ним составляет единую экосистему.

## Характеристика

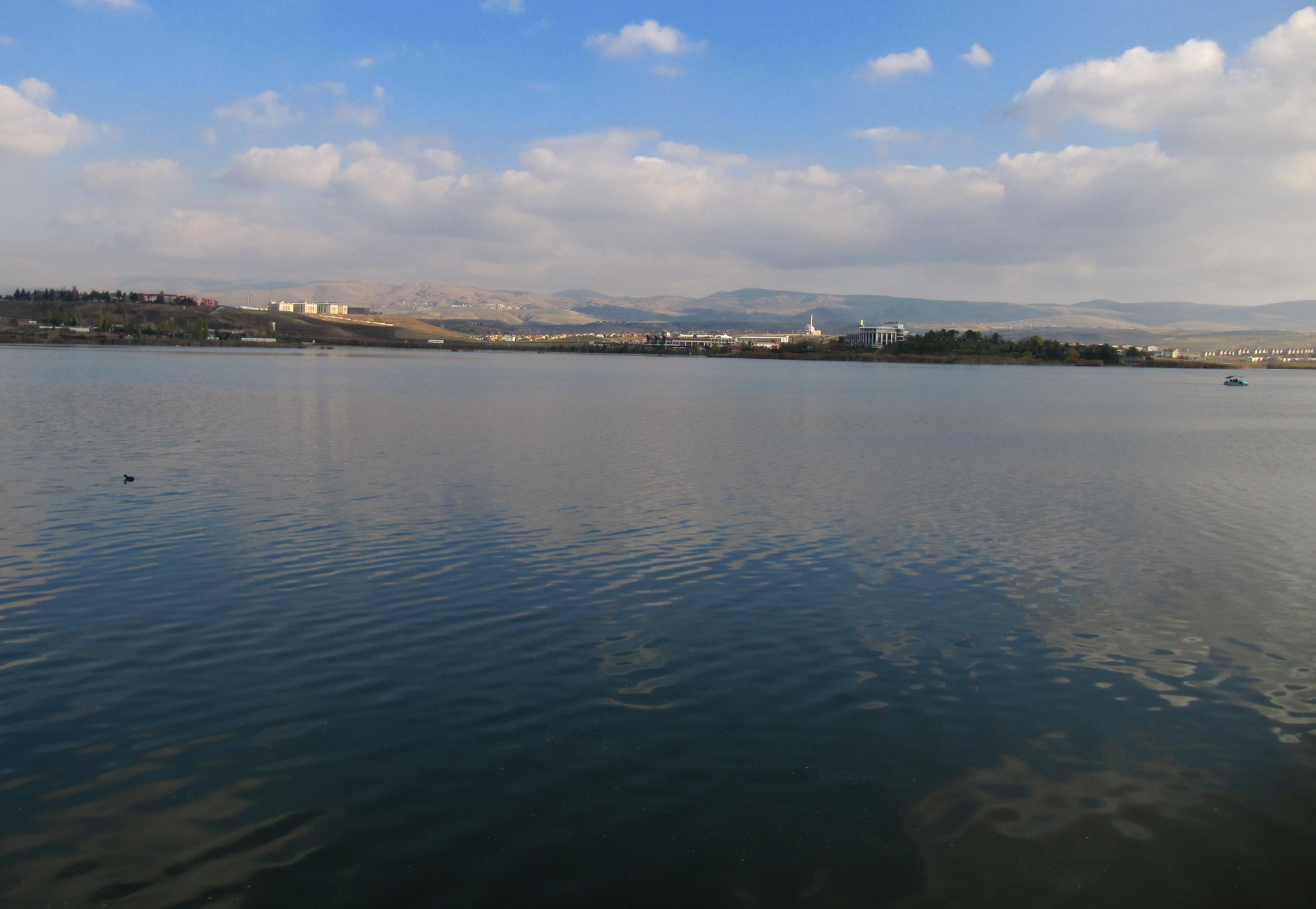
Вид на озеро Моган

Площадь озера составляет 5,61 км², высота над уровнем моря — 968 метров, длина озера — 5,5 км, средняя ширина — 500 м, протяжённость береговой линии — 14 км. Средняя глубина — 2,80 м, однако в сезон дождей средняя глубина может увеличиваться до 5 метров. Максимальная глубина во времена засухи составляет 4,5 метра. Объём озера — 13,34 миллиона метров кубических. Вода немного солоноватая.
Озеро расположено вблизи Анкары на Анатолийском плоскогорье, имеет вытянутую форму и окружено степными горами и равнинами. Образовалось в результате запружения протекающей в долине реки Инджесу аллювиальными отложениями, принесённых в реку одним из её притоков. Берега озера в северной, восточной и юго-восточной части более крутые, в южной, западной, и юго-востояной части наиболее ровные. Дно озера илистое, без впадин, почти 80 % дна покрыто подводными растениями.
Озеро Моган питает множество ручьёв, среди них как наиболее значимые можно назвать Башпынар, Явруджак и Чёльова, которые впадают в озеро на юге, образуя болотно-водные угодья; Гёльджюк и Татлым на западе, а также Сукесен, впадающую в озеро в восточной его части. Некоторые ручьи, питающие озеро, берут своё начало из рек Кызылырмак и Сакарья. Вместе с тем многие ручьи пересыхают летом, вследствие чего в этот период уровень воды в озере понижается.
Климат континентальный — лето жаркое и засушливое, зимы холодные. Зимой озеро замерзает, при этом около берега выступает соль.
Большую площадь по берегам озера занимают камыши, тростники и осока. На юге озера находятся болота Чёкек и Гёльджюк.
В 3 км на северо-востоке располагается озеро Эймир, которое питается от озера Моган и связано с ним через канал, проходящий под автомагистралью Анкара-Конья (D750). Общий бассейн озера Моган вместе с озером Эймир представляет собой единую экосистему. Площадь общего бассейна составляет 971 км²

## Рекреационная зона

### Растительный и животный мир
Озеро Моган, располагаясь в долине и окружённое степными горами, оказывает влияние на формирование микроклимата и стабилизации климата Анкары. Несмотря на расположение в степной зоне, озеро богато микроорганизмами, и имеет разнообразную флору и фауну, а также в течение всего года служит местом гнездования множества видов птиц, среди которых встречаются включённые в Международную Красную книгу. Озеро находится под охраной как особая природная зона, и может одновременно принимать более 20 тысяч птиц.
В 2001 году на западном берегу озера была создана рекреационная зона, занимающая площадь 601,878 м², из которой 203,650 м² было выделено в «Природный парк» (тур. Doğa Parkı) для мигрирующих и гнездящихся птиц. Согласно критериям международной организации по защите птиц и сохранению их среды обитания BirdLife International, озеро Моган является одним из 184 ключевых орнитологических территорий в Турции.
В разные времена года озеро является местом обитания 277 видов птиц, среди которых 40 видов гнездятся, а 30 видов наблюдаются весь год. Прочие виды птиц встречаются только во время миграции. Среди них есть виды, занесённые в Международную красную книгу — это савка (Oxyura leucocephala), белоглазый нырок (Aythya nyroca) и степная пустельга (Falco naumanni).
Животный мир составляют переднеазиатские песчанки, закавказский хомяк (Mesocricetus brandthi), суслики и т. п.
Озеро также богато микроорганизмами и водяными растениями, по берегам произрастает осока и камыши.
Также озеро Моган интересно тем, что на его берегах и в окрестностях района Гёльбаши произрастает цветок-эндемик — василёк Чихачёва (Centaurea tchihatcheffii).

### Спорт и туризм
Озеро является одним из самых любимых среди жителей Анкары мест для пикника и отдыха. На рекреационной территории обустроено два парка (тур. Mogan Park и Atatürk Sahil Parkı), в которых располагаются пешеходные дорожки, детский парк, спортивные площадки, причалы, рестораны, пикниковые зоны, конный манеж, а также места для проведения спортивных, культурных и развлекательных мероприятий.
На берегу озера проводятся концерты и представления, основан свадебный салон, амфитеатр, а также построен морской маяк для обзора панорамы.
Большой популярностью пользуется рыбалка — в озере проживает множество рыб, среди которых сазаны, лини, форель, окуни, серебрянки и щуки. Также водятся раки.
На озере Моган активно развиваются водные виды спорта, такие как гребля на байдарках и каноэ. В 1960-х годах на берегу озера Моган был основан Гребной клуб Анкарского университета. В настоящее время имеется 2-х километровая дистанция для проведения соревнований как по гребным, так и по парусным видам спорта. В последнее время на озере развивается спортивная рыбалка.

## Экология
Озеро Моган подвергается промышленному и городскому загрязнению. Вследствие загрязнения реки Кызылырмак в 2008 году, её воды попали в озеро Моган, что стало причиной гибели множества рыб — сазанов и серебрянок (Atherina). В 2012 году снова в результате загрязнения некоторых из питающих озеро рек большое количество рыбы выбросилось на берег. Причина происшедшего не выяснена.